# Pedro Capó
Pedro Capó, pseudonimo di Pedro Francisco Rodríguez Sosa (San Juan, 14 novembre 1980), è un cantante portoricano di origine spagnola.

## Biografia
È nipote del cantante Bobby Capó, noto anche per una relazione con Miss Puerto Rico Irma Nydia Vázquez. Ha studiato presso il Colegio Calasanz.
Ha iniziato in età giovanile a suonare la chitarra e successivamente è diventato il solista del gruppo Marka Registrada.
Trasferitosi a New York, prende parte ad alcune produzioni musicali come “The sweet spot” presso l’Apollo Theatre. Nello stesso periodo partecipa ai film Shut up and do it e Paraiso travel.
Nel 2009 duetta assieme alla popolare artista messicana Thalía con cui incide "Estoy enamorado" (brano poi inserito nel suo nuovo album Primera Fila) e nel 2010 duetta con la cantante portoricana Kany García  ("Si tu me lo pides").
Nel 2017, partecipa insieme ad altri artisti tra cui Jennifer Lopez, Gloria Estefan e Rita Moreno al Lin-Manuel Miranda's "Almost Like Praying" I cui proventi vengono devoluti a una federazione per aiutare le vittime dell’uragano Maria abbattutosi su Porto Rico.
Nel 2018 ritorna alla musica con un nuovo singolo, Calma (di cui viene poi realizzato un remix assieme a Farruko).
Nel 2018 vince il suo primo Latin Grammy Award Con il video "Pedro Capó: En Letra de Otro".

## Discografia

### Album in studio
- 2007 – Fuego y Amor
- 2009 – Pedro Capó
- 2014 – Aquila
- 2017 – En Letra de Otro
- 2020 - Munay
- 2020 - La Neta
- 2025 - La carretera

### Singoli
- 2008 – Valió La Pena
- 2009 – Vamos a Huir
- 2009 – Un Poquito Más
- 2010 – Si Tu Me Lo Pides (feat. Kany García)
- 2011 – Un Minuto
- 2012 – Duele Ser Infiel
- 2012 – La Vida Va
- 2013 – #FiebreDeAmor
- 2014 – Para Ayudarte a Reir
- 2015 – Vivo
- 2015 – Libre
- 2015 – Todo Me Recuerda a Ti
- 2017 – Azucar Amargo
- 2018 – Las Luces
- 2018 – Calma
- 2018 – Calma (Remix) (con Farruko)
- 2019 – Calma (Alicia Remix) (con Farruko e Alicia Keys)
- 2019 – Te Olvidaré
- 2019 – Tutu
- 2020 - La sábana y los pies

### Collaborazioni
- 2010 – Estoy Enamorado (con Thalía)